# Xã Jackson, Quận Dauphin, Pennsylvania
Xã Jackson (tiếng Anh: Jackson Township) là một xã thuộc quận Dauphin, tiểu bang Pennsylvania, Hoa Kỳ. Năm 2010, dân số của xã này là 1.941 người.